# شابينساي
شابينساي هي واحدة من جزر اوركني قبالة الساحل الشمالي لاسكتلندا الرئيسى. وهي واحدة من الجزر التي لم يعرف اصل تسميتها بهذا الاسم إلا أن بعض التقديرات لهذه تقول بانها تعود للنورس القديم للجزيرة عن طريق اخر حرفين من الاسم (ay) والذي يشير إلى النورس. وهناك قرية واحدة على الجزيرة وهي بلفور، والطريقة التي يتنقل بها الاناس هناك تسمى كيركويل وهي اشبه بالسيارة. قلعة بلفور، الذي بنيت في اسكتلندا وهي ابرز سمات هذه الجزيرة وهي تذكار لعائلة بلفور التي هيمنت على الجزيرة في القرنين 18 و 19. فكانت هذه العائلة تقوم بعملية ترنسفور أو النقل البشري عن طريق جلب ادوات الزراعة إليها وتقنياتها.و أشهر ما كانت تقوم به هذه القرية الاستحمام بالمياه المالحة.
مساحة الجزيرة 29.5 كم مربع أي ما يقارب 11.4 ميل مربع. وهي تحل المرتبة الثامنة من حيث المساحة بين جزر اوركني وهي تمتاز بالخصوبة وبانخفاضها ولذلك فان معظم الجزيرة اراضٍ زراعية وفي نفس الوقت فهي تحوي اثنتين من المحميات الطبيعية على خلاف الطير التي تقطنها.
يبلغ عدد سكان الجزيرة 300 نسمة وهو عدد أخذ بالتناقص منذ عام 1861 حيث كان عدد السكان حوالي 973 نسمة، واقتصادها قائم على الزراعة والسياحة وهنالك خطط لبناء محطة ستوربينات ريحية لرفع مستواها الاقتصادي.